# The Selection
The Selection er en bogserie skrevet af den amerikanske forfatter Kiera Cass (født 1981). Der er fem bøger i serien: Udvælgelsen (2012), Eliten (2013), Den eneste ene (2014), Arvingen (2015) og Kronen (2016). I de tre første bøger følger man hovedpersonen America og hendes udvikling som person. Derefter ændrer bøgerne hovedperson til Americas datter, Eadlyn. Den første bog finder sted i år 2104 i landet Illea (nutidens Amerika). Bogserien handler om ung kærlighed, dystopi, forskellen mellem samfund og om, hvordan folk kan ændre sig til det bedre. Målgruppen er fra ca. 12 år og op. Bogserien findes på dansk som hardback, paperback, e-bog, lydbog og er i øjeblikket i gang med at blive filmatiseret af Netflix.